# Центральний (бахш, шагрестан Магаллат)
Центральний (перс. مركزئ) — бахш в Ірані, в шагрестані Магаллат остану Марказі. За даними перепису 2006 року, його населення становило 48458 осіб, які проживали у складі 14139 сімей.

## Дегестани
До складу бахша входять такі дегестани:
- Бакерабад
- Хурге